# Мошорино
Мошо́рино (укр. Мошорине) — село в Субботцевской сельской общине Кропивницкого района Кировоградской области Украины.
Здесь родилась местная героиня Лукия Ефимовна Стаченко (1879-1973) спасшая от немецких захватчиков сотни жизней.
До 2020 года входило в Знаменский район
Население по переписи 2001 года составляло 2045 человек. Почтовый индекс — 27453. Телефонный код — 5233. Занимает площадь 8,043 км². Код КОАТУУ — 3522284201.
В селе родились Герои Советского Союза Алексей Кива, Фёдор Кобец и Михаил Маляренко, также архиепископ Владимир (Кобец).